# Todies
Todies (Todidae) zijn een familie van vogels uit de orde Scharrelaarvogels. De familie telt 5 soorten.
Todies komen voor in de bossen in het Caribisch Gebied.

## Taxonomie
In de familie is slechts één geslacht ingedeeld:
- Todus Brisson, 1760

## Ontwikkeling
De todies ontwikkelden zich in het Eoceen met de motmots als nauwste verwanten. Palaeotodus geldt als de oudst bekende motmot en kwam in Europa voor, wat er op wijst dat de todies in het Paleogeen een groter verspreidingsgebied hadden dan tegenwoordig.
Scharrelaars · Grondscharrelaars · IJsvogels · Todies · Motmots · Bijeneters